# Henk Kleinmeijer

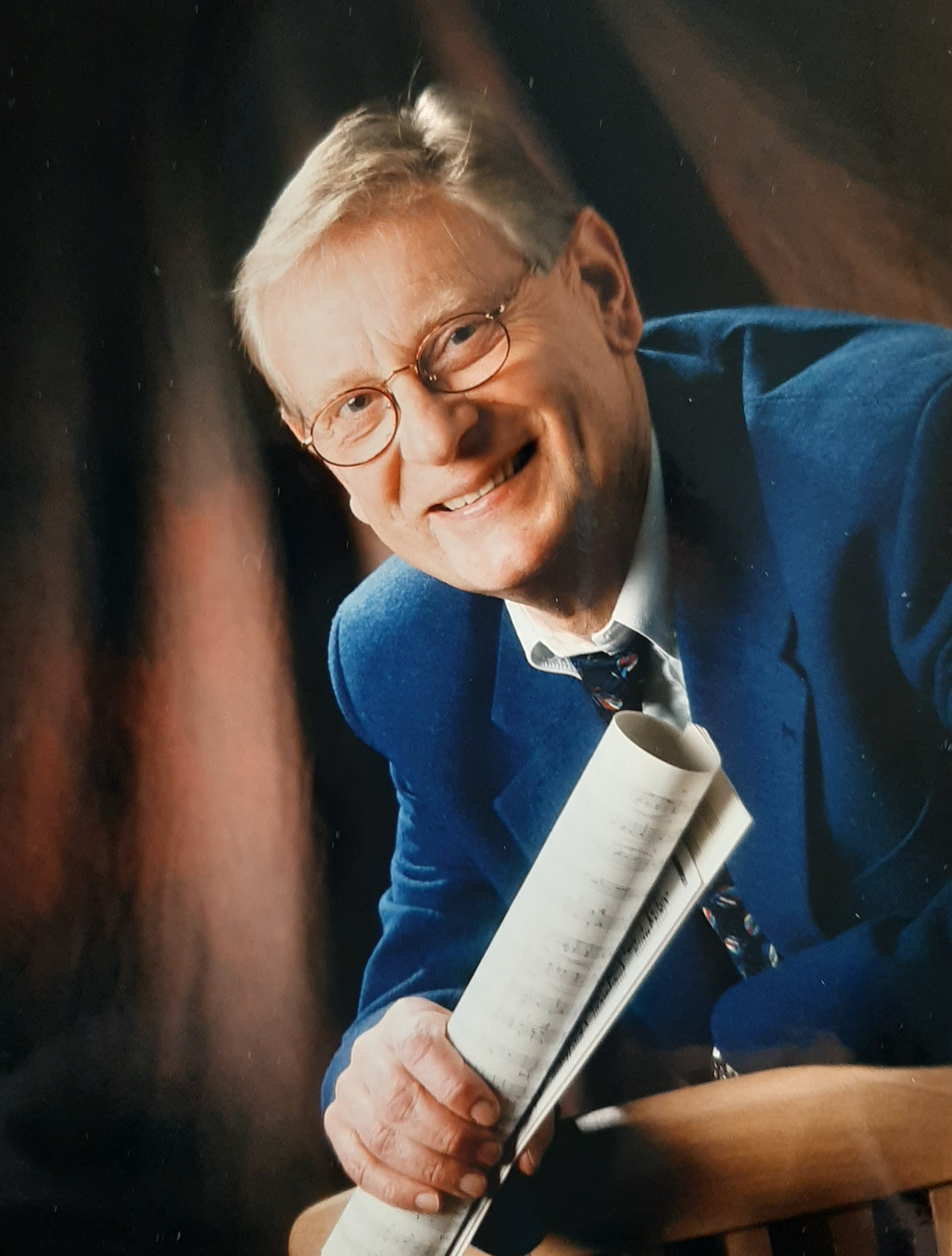
Henk Kleinmeijer

Henk Johan Kleinmeijer (Enschede, 1937 - 11 februari 2020) was een Nederlandse componist, dirigent, arrangeur, trompettist en muziekuitgever. Vaak gebruikte hij ook de pseudoniemen: Stephan Jorna, Fr. Manninger en J. Hensky.

## Levensloop
Kleinmeijer studeerde met het hoofdvak trompet aan het Conservatorium van Enschede, nu: ArtEZ Conservatorium. Alhoewel hij een klassieke opleiding had genoten, werd hij als muzikant werkzaam in en met ensembles en orkesten die vooral lichte muziek uitvoerden. Hij toerde als trompettist en contrabassist met het orkest van Ted Easton, dat vooral optredens verzorgde voor leden van het Amerikaanse leger, door Duitsland en Frankrijk. Een bepaalde tijd speelde hij in een orkest in Cuxhaven. In de jaren zestig richtte hij de Holland combo op met zang van Daisy Bell en toerde enkele jaren kriskras door Europa.
Verder was hij oprichter en dirigent van De Glanerbrugger Muzikanten, een blaaskapel welke met Boheemse muziek (polka's, walsen, marsen en liederen) optredens in binnen- en buitenland verzorgden. Hij was eveneens dirigent van verschillende koren zoals het Enschede's Politie Mannenkoor, nu Politiekoor Twente (1974-1978; en sinds 1989) en de Gemischter Chor Schüttorf e.V. (Gemengd koor Schüttorf). Meerdere jaren was hij als dirigent verbonden aan de Dr. Schaepmanharmonie Tubbergen en schreef voor deze vereniging, die in 2012 haar 90-jarig bestaan vierde, de jubileummars Bruisend Tubbergen.
Kleinmeijer is ook werkzaam als componist en arrangeur voor harmonieorkesten, blaaskapellen en koren. Hij is een veel gevraagd jurylid bij wedstrijden en concoursen.

## Composities

### Werken voor harmonieorkest/blaaskapel
- 1977: – Sing' mir das alte Lied, walslied voor zangstem en blaaskapel – tekst: Kurt Deichmann
- 1978: – Drie-Donken-Polka
- 1988: – Sternen-Polka
- 2012: – Bruisend Tubbergen
- – Anita-Marsch
- – Glanerbrugger Muzikanten-Mars
- – Main-Moldau-Marsch
- – Neue Kameraden
- – Posaunen Galopp
- – Poteto-Marsch
- – Oons kent oons
- – Randen Musikanten-Marsch